# Кладбище освободителей Белграда

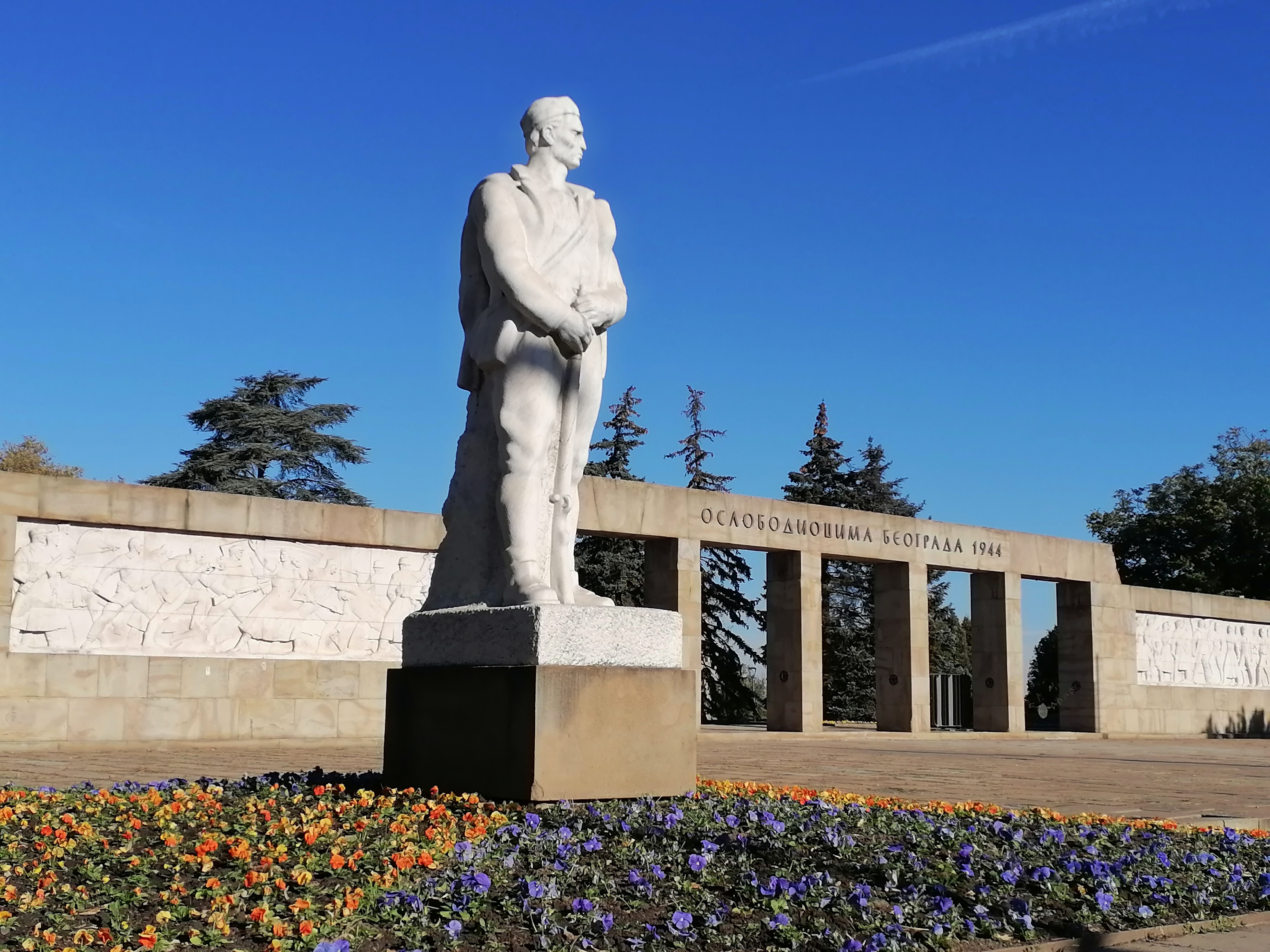
Кладбище освободителям Белграда и скульптура «Партизан на вечной страже» авторства Радеты Станковича

Кладбище освободителей Белграда (серб. Гробље ослободилаца Београда) — мемориальный комплекс, посвящённый советским и югославским солдатам, погибшим в боях за освобождение Белграда от немецко-фашистских захватчиков в октябре 1944 года. Комплекс открыт 20 октября 1954 года к 10-летию со дня освобождения Белграда, находится на улице Мийи Ковачевича напротив главного входа на Новое кладбище. На кладбище похоронены 1395 солдат Народно-освободительной армии Югославии и 818 солдат РККА.
Это первый мемориальный комплекс, построенный в Белграде после Второй мировой войны. По проекту архитектора Бранко Бона и инженера по садоводству Александра Костича он был создан как поверхность парка с хорошо укомпонованными отдельными и братскими могилами. У входа на кладбище установлены монументальные ворота с барельефом авторства Радеты Станковича, в самом парке находится скульптура «Красноармеец» авторства Антун Августинчич. В 1988 году перед кладбище установлена ещё одна скульптура «Партизан на вечной страже» авторства Радеты Станковича. Памятник культуры.
Ежегодно 20 октября и 9 мая на кладбище возлагаются венки в память о погибших во Вторую мировую войну. В 2009 году к 65-летию освобождения Белграда кладбище было полностью отреставрировано.

## Расположение
Кладбище занимает площадь в 1,12 га. Вход на кладбище находится на улице Мийи Ковачевича, ровно напротив входа на Новое кладбище. На протяжении почти всей левой стороны кладбища находится стена, отделяющая его от Еврейского кладбища. Небольшая часть попадает во двор детского сада «Маленький принц» (серб. Мали принц), входящий в состав дошкольного образовательного учреждения «Бошко Буха». С обратной стороны кладбища находится двор начальной школы Освободителей Белграда, с правой стороны — улица Прерадовича. Кладбище находится на границе городских районов Палилула и Звездара, разделяющую улицу Мийе Ковачевича. Белградское и Еврейское кладбища, таким образом, относятся к Палилуле, Новое Кладбище — к Звездаре.

## История

### Белградская операция

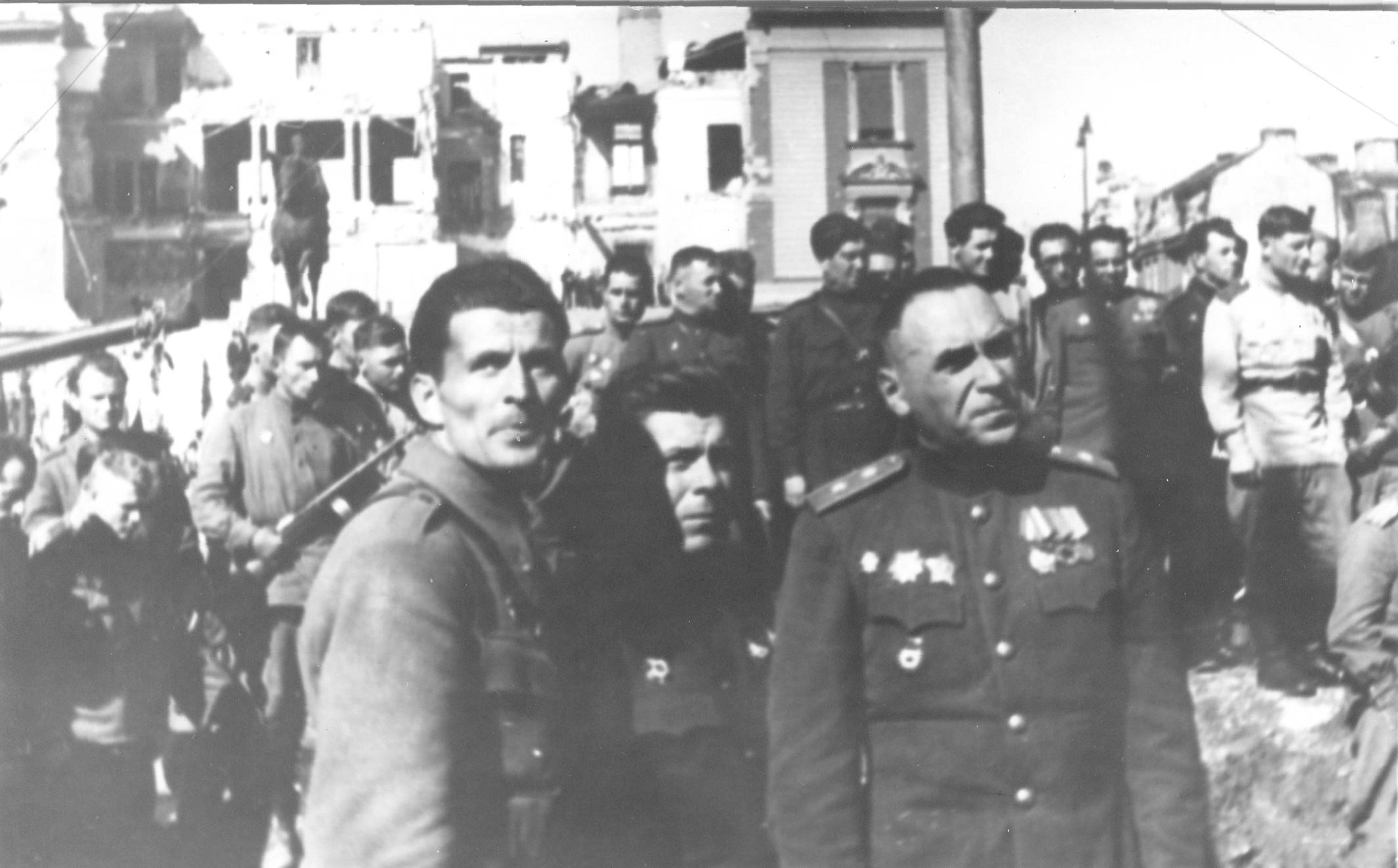
Прощание с погибшими красноармейцами на Театральной площади 28 октября 1944 года, присутствуют Пеко Дапчевич и В. И. Жданов

Операция по освобождению Белграда от немецко-фашистских захватчиков длилась с 10 по 22 октября 1944 года и проводилась силами югославских и советских войск. 1-я армейская группа НОАЮ под командованием генерала Пеко Дапчевича получила во второй половине 1944 года приказ взять Белград. Югославскую группировку войск поддержал 4-й гвардейский механизированный корпус генерала В. И. Жданова. Оборону Белграда осуществляли от 40 до 50 пехотных батальонов вермахта, 4 танковых батальона вермахта и от 12 до 16 артиллерийских дивизионов. С 10 по 14 октября объединённые силы РККА и НОАЮ прорвали оборону немцев на подступам к городу и вошли в его пределы. С 14 по 20 октября на территории города велись бои: в ходе сражений была уничтожена Смедеревская группировка вермахта около Авалы при попытке прийти на помощь к гарнизону Белграда.
20 октября Белград был окончательно освобождён от немецких войск, а 22 октября был очищен и Земун. Немцы потеряли 16800 убитыми и 8739 пленными. 1-я армейская группа НОАЮ потеряла 2944 убитыми и 3379 ранеными, 4-й гвардейский механизированный корпус потерял 960 человек убитыми. В результате разгрома Смедеревской группировки среди трофеев оказались 1500 различных автомобилей, 80 танков и 200 артиллерийских орудий. Освобождение Белграда пресекло попытки немецких войск удержаться на Балканах и перекрыло важнейшую магистраль Салоники — Белград — Будапешт. После освобождения Центральной Сербии группа армий «E», вышедшая с территории Греции и Албании, попыталась пробиться к своим через территории с плохими дорогами, но только потеряла ещё больше личного состава.

### Первые похороны

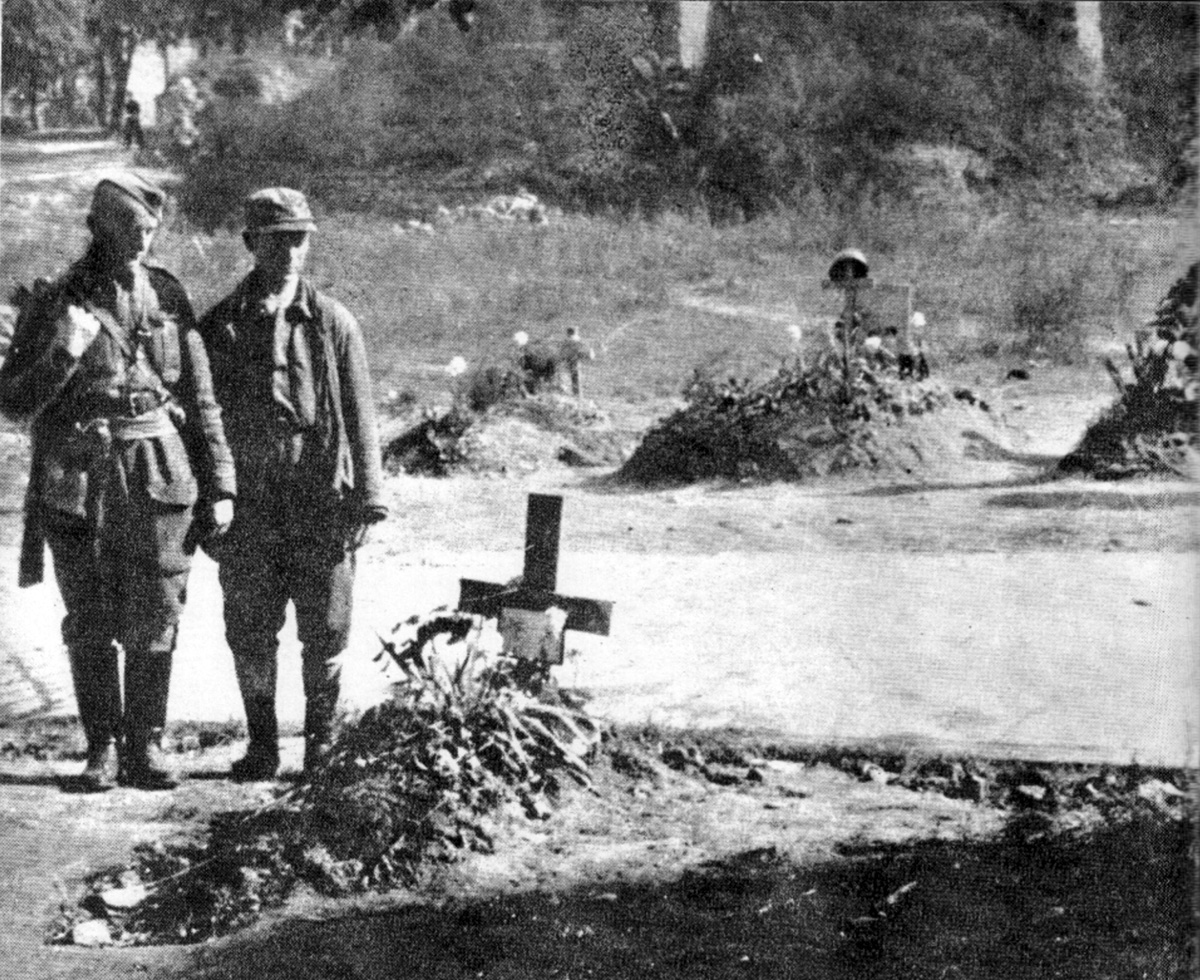
Партизаны на могиле своего товарища

После освобождения Белграда началось обсуждение выбора места, где будут похоронены погибшие бойцы. На Театральной площади (ныне Площадь Республики) 27 октября 1944 года была похоронена группа погибших советских солдат, на похоронах присутствовали генерал-лейтенант 4-го гвардейского механизированного корпуса Владимир Жданов и генерал-лейтенант 1-й армейской группы НОАЮ Пеко Дапчевич. К декабрю были открыты 18 больших и 84 малых памятников советским солдатам: помимо Театральной площади, памятники были поставлены на Славии, у памятника Вуку Караджичу, у Студенческого дома, в Старом-Саймиште. В 1950-е годы эти памятники были снесены, а останки перенесли на Новое кладбище Белграда — не только из-за охлаждения советско-югославских отношений, но и из-за нежелания видеть того, чтобы по всему городу были разбросаны могилы.

### Мемориальный комплекс
В 1954 году был построен мемориальный комплекс в память погибших в боях за Белград. Автором идеи был архитектор Бранко Бон, за внутреннюю структуру мемориального комплекса и кладбища отвечал инженер Александр Крстич, автором каменных барельефов на входе был Радета Станкович, а автором скульптуры «Красноармеец», которая находится внутри комплекса, стал Антун Августинчич. Из 2944 солдат НОАЮ и 961 солдат РККА, погибших в боях за Белград с 12 по 20 октября 1944 года, на этом кладбище были похоронены соответственно 1386 югославских и 711 советских солдат.

## Описание
Над входом на кладбище установлены каменные ворота с надписью «Освободителям Белграда 1944» (серб. Ослободиоцима Београда 1944.), с левой и правой сторон от ворот находятся барельефы, сделанные из брачского мрамора. На левом барельефе изображены советские и югославские солдаты, сражающиеся против немцев, на правом барельефе — встреча советских и югославских солдат с местными жителями (в том числе рабочими и крестьянами) после освобождения города. На внутренней стороне изображены следующие надписи:

ЗА ОСВОБОЖДЕНИЕ БЕЛГРАДА ОТ ФАШИСТСКИХ ОККУПАНТОВ ОТДАЛИ СВОИ ЖИЗНИ 2944 БОЙЦА НАРОДНО-ОСВОБОДИТЕЛЬНОЙ АРМИИ ЮГОСЛАВИИ И 961 СОЛДАТ КРАСНОЙ АРМИИ * НА ЭТОМ КЛАДБИЩЕ ПОХОРОНЕНО 1386 БОЙЦОВ НАРОДНО-ОСВОБОДИТЕЛЬНОЙ АРМИИ ЮГОСЛАВИИ И 711 БОЕЦ КРАСНОЙ АРМИИ
В БОЯХ ЗА ОСВОБОЖДЕНИЕ БЕЛГРАДА В ОКТЯБРЕ 1944 ГОДА УЧАСТВОВАЛИ 1-Я ПРОЛЕТАРСКАЯ * 6-Я ПРОЛЕТАРСКАЯ ЛИКСКАЯ * 21 И 23-Я СЕРБСКАЯ * 11-Я БОСНИЙСКАЯ * 5-Я КРАИНСКАЯ * 16 И 36-Я ВОЕВОДИНСКАЯ И 28-Я СЛАВОНСКАЯ ДИВИЗИИ НАРОДНОГО-ОСВОБОДИТЕЛЬНОЙ АРМИИ ЮГОСЛАВИИ И IV МОТО-МЕХАНИЗИРОВАННЫЙ КОРПУС КРАСНОЙ АРМИИ
Оригинальный текст (серб.)ЗА ОСЛОБОЂЕЊЕ БЕОГРАДА ОД ФАШИСТИЧКИХ ОКУПАТОРА ДАЛИ СУ СВОЈЕ ЖИВОТЕ 2944 БОРЦА НАРОДНО-ОСЛОБОДИЛАЧКЕ ВОЈСКЕ ЈУГОСЛАВИЈЕ И 961 БОРАЦ ЦРВЕНЕ АРМИЈЕ * НА ОВОМ ГРОБЉУ САХРАЊЕНО ЈЕ 1386 БОРАЦА НАРОДНО-ОСЛОБОДИЛАЧКЕ ВОЈСКЕ ЈУГОСЛАВИЈЕ и 711 БОРАЦА ЦРВЕНЕ АРМИЈЕ

У БОРБАМА ЗА ОСЛОБОЂЕЊЕ БЕОГРАДА ОКТОБРА 1944 ГОДИНЕ УЧЕСТВОВАЛЕ СУ 1 ПРОЛЕТЕРСКА * 6 ПРОЛЕТЕРСКА ЛИЧКА * 21 И 23 СРПСКА * 11 БОСАНСКА * 5 КРАЈИШКА * 16 И 36 ВОЈВОЂАНСКА И 28 СЛАВОНСКА ДИВИЗИЈА НАРОДНО-ОСЛОБОДИЛАЧКЕ ВОЈСКЕ ЈУГОСЛАВИЈЕ И IV МОТО-МЕХАНИЗОВАНИ КОРПУС ЦРВЕНЕ АРМИЈЕ

Кладбище освободителей Белграда торжественно открыто 20 октября 1954 года в 10-летнюю годовщину освобождения города. На церемонии открытия присутствовали:
- Моша Пияде, председатель Союзной народной скупщины
- Александр Ранкович, заместитель председателя Союзного исполнительного веча
- Петар Стамболич, председатель Народной скупщины Сербии
- Джуро Салай, председатель Центрального веча Союза синдикатов Югославии
- генерал-полковник Дапчевич Пеко, начальник Генерального штаба ЮНА
- Джурица Йойкич, председатель Народного комитета города Белграда
- Василий Вальков, Чрезвычайный и полномочный посол СССР в Югославии
- прочие высокопоставленные лица ФНРЮ и НР Сербии, представители организации Союза ветеранов, многочисленные граждане и члены семей погибших солдат

9 мая 1988 года в День Победы перед мемориальным комплексом генерал-полковником Пеко Дапчевичем был торжественно открыт памятник «Партизан на вечной страже» авторства Радеты Станковича. Памятник высотой 2,8 м представляет собой партизана-победителя с опущенной вниз винтовкой, символизирующей наступление мира и дань уважения к погибшим бойцам. По случаю 65-летия освобождения Белграда и визита Президента Российской Федерации Дмитрия Медведева в октябре 2009 года весь мемориальный комплекс был тщательно отреставрирован.

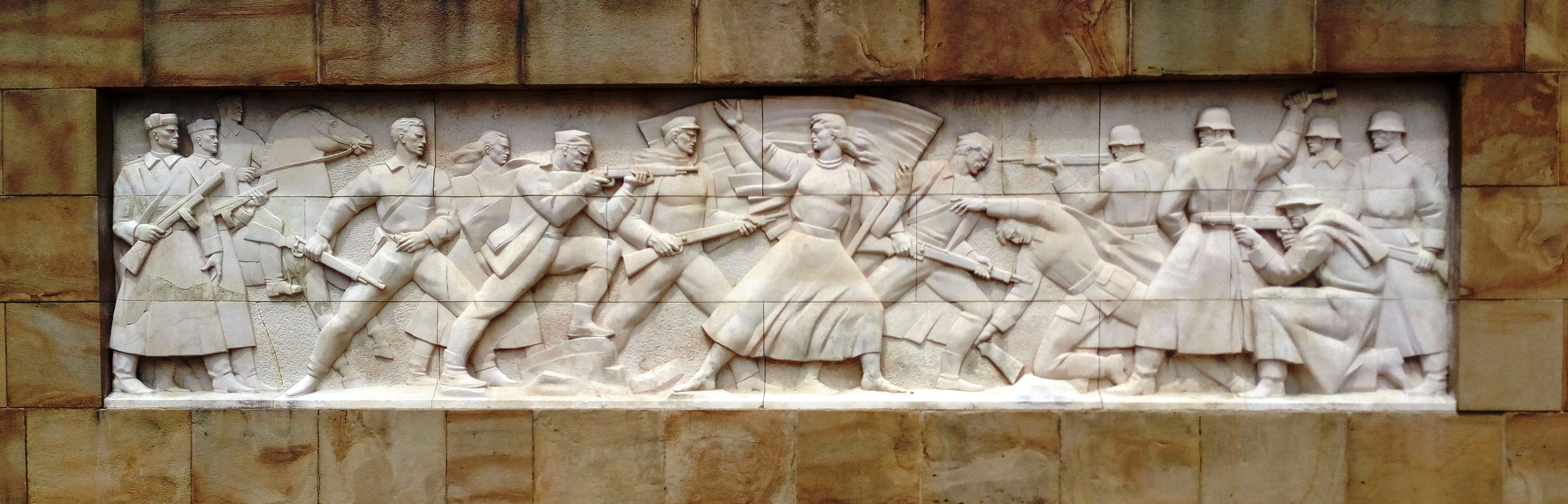
Левая сторона рельефа у входа на кладбище — сцены сражений за город
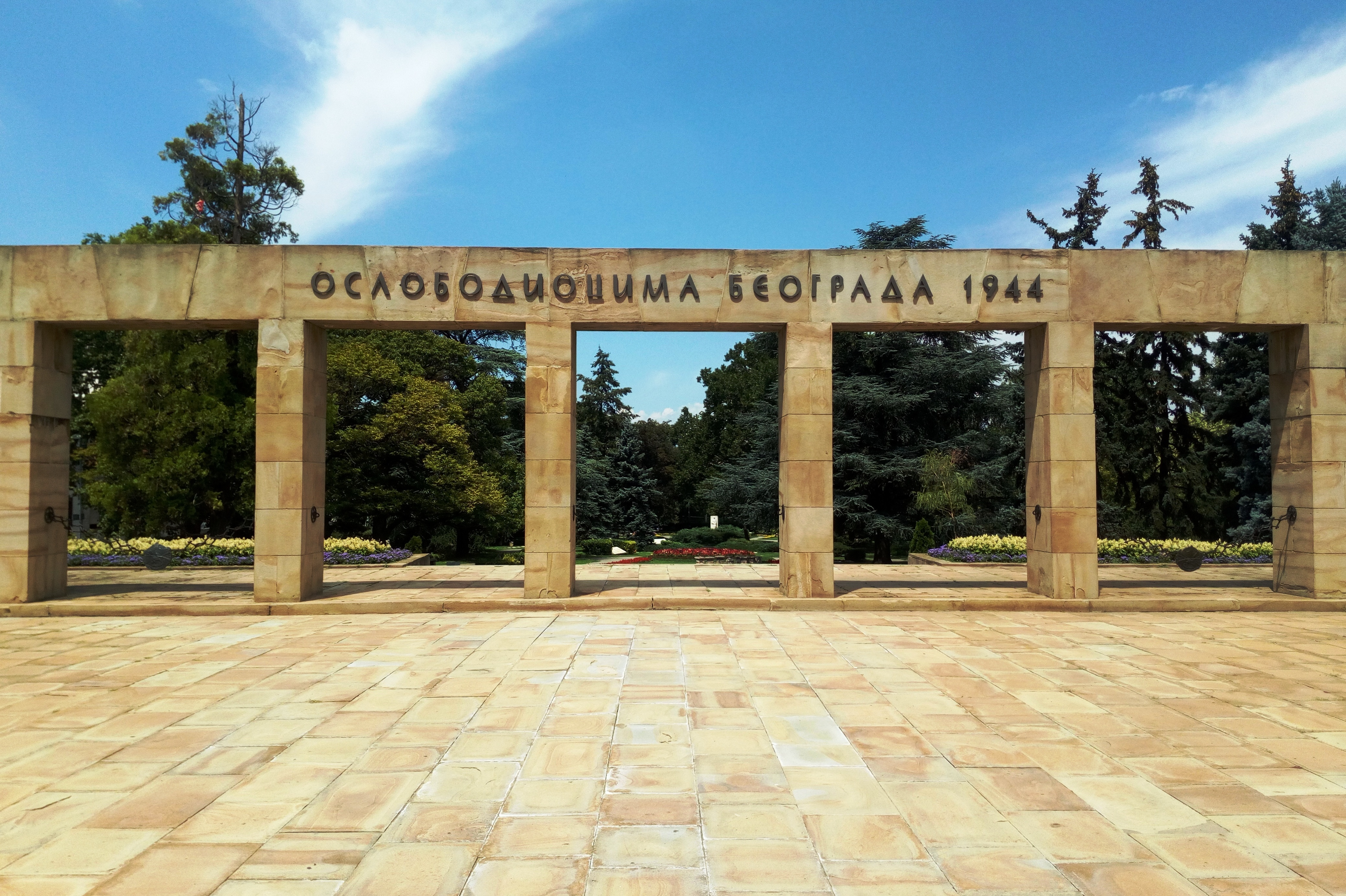
Вход на кладбище
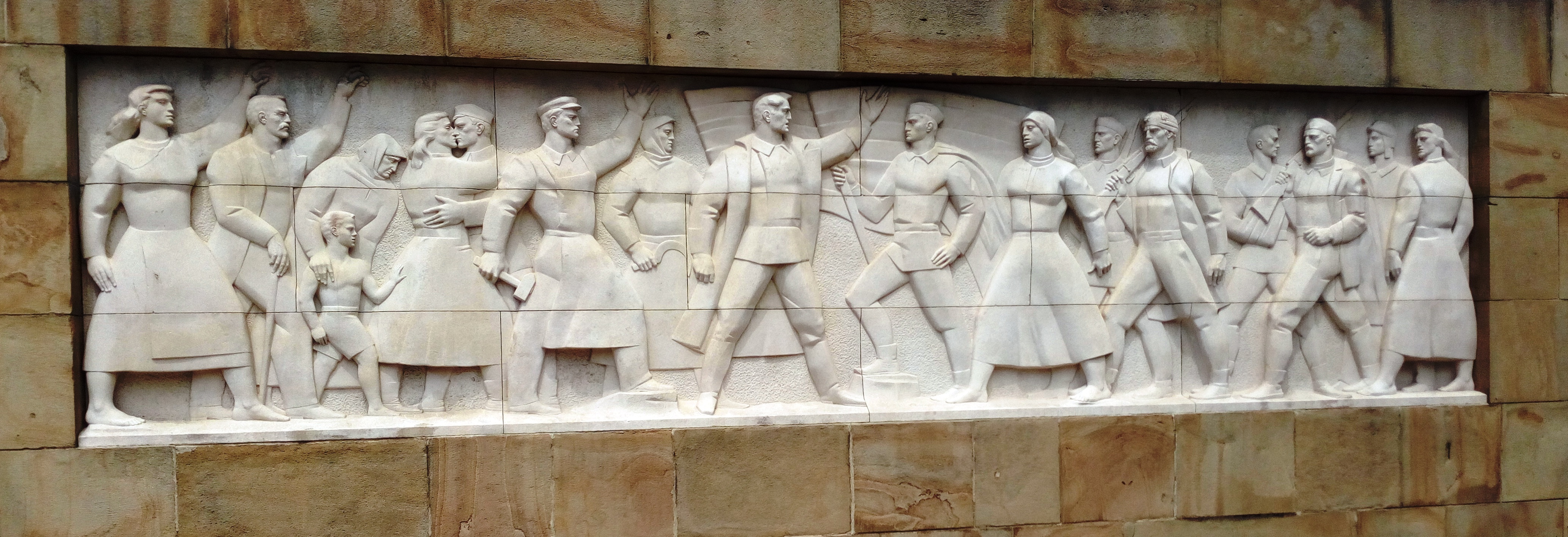
Правая сторона рельефа у входа на кладбище — сцены встречи освободителей

В декабре 2020 года сразу за входом на мемориал был установлен первый в Сербии Вечный огонь. Он разгорелся от частицы пламени, взятой с Вечного огня у Могилы Неизвестного Солдата у стен Московского Кремля. В церемонии приняли участие глава МИД России Сергей Лавров и президент Сербии Александр Вучич.

## Герои СССР и Югославии
Среди 1386 солдат НОАЮ и 711 солдат РККА некоторые удостоились званий Героев Советского Союза и Народных героев Югославии. Среди отмеченных высшими наградами:
- Бранко Джёнович
- Милисав Джурович
- Махмут (Машо) Ибрагимпашич
- Слободан Йович
- Душан Милутинович
- Василий Михаилов
- Вера Мишчевич
- Блажо Попивода
- Фёдор Федин

## Галерея

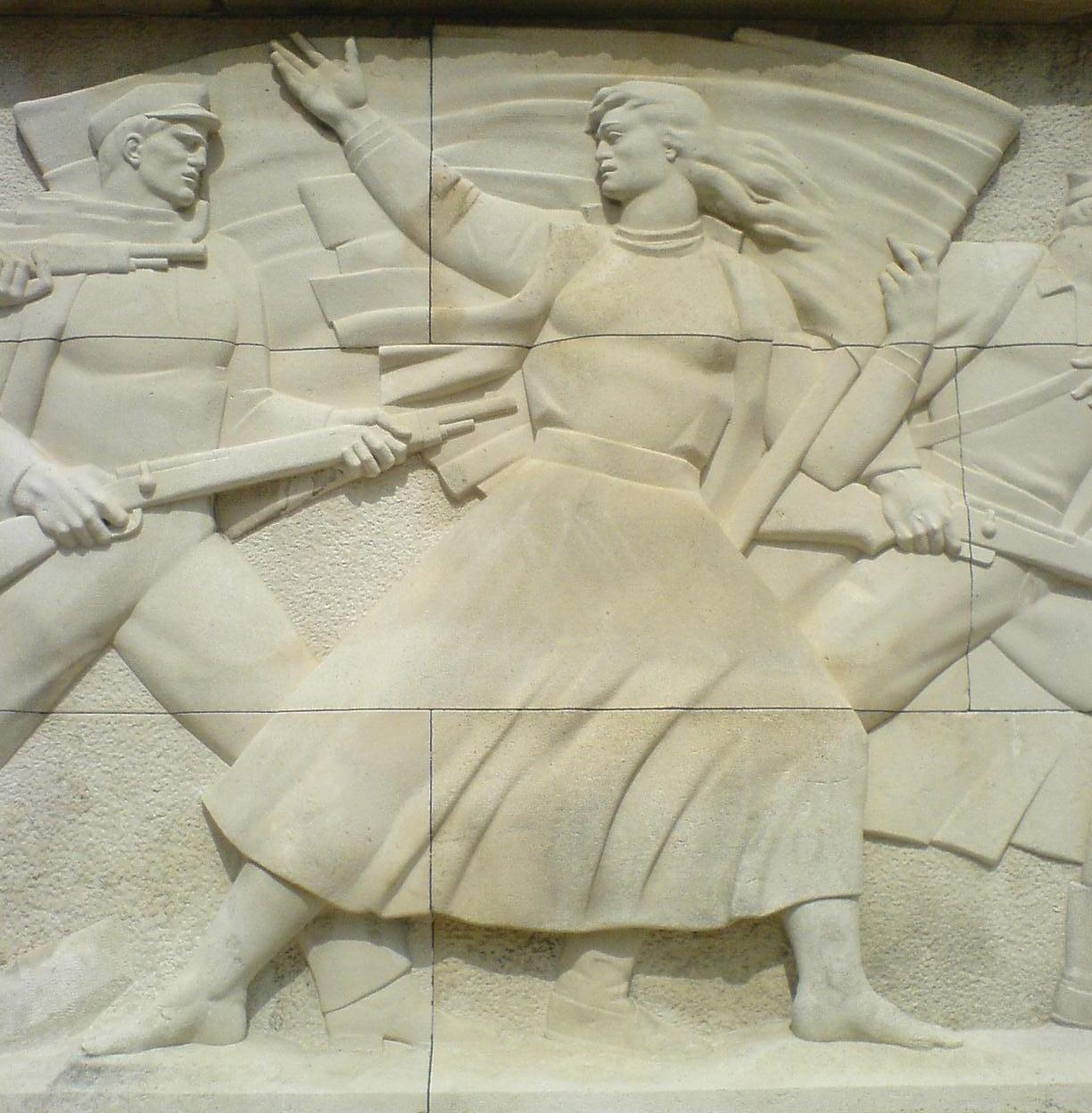
Деталь с каменного барельефа перед входом на кладбище
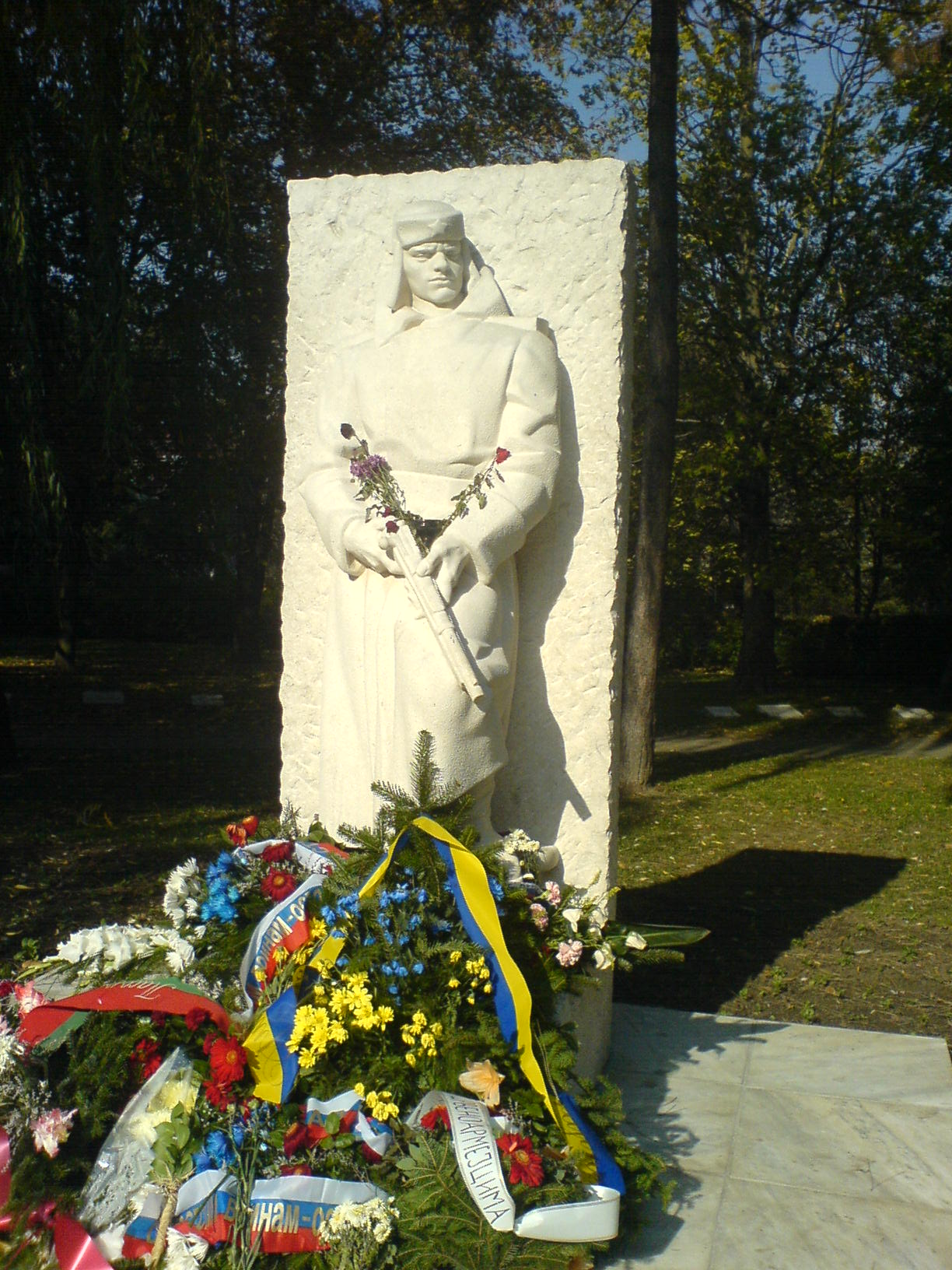
«Красноармеец», скульптор Антун Августинчич
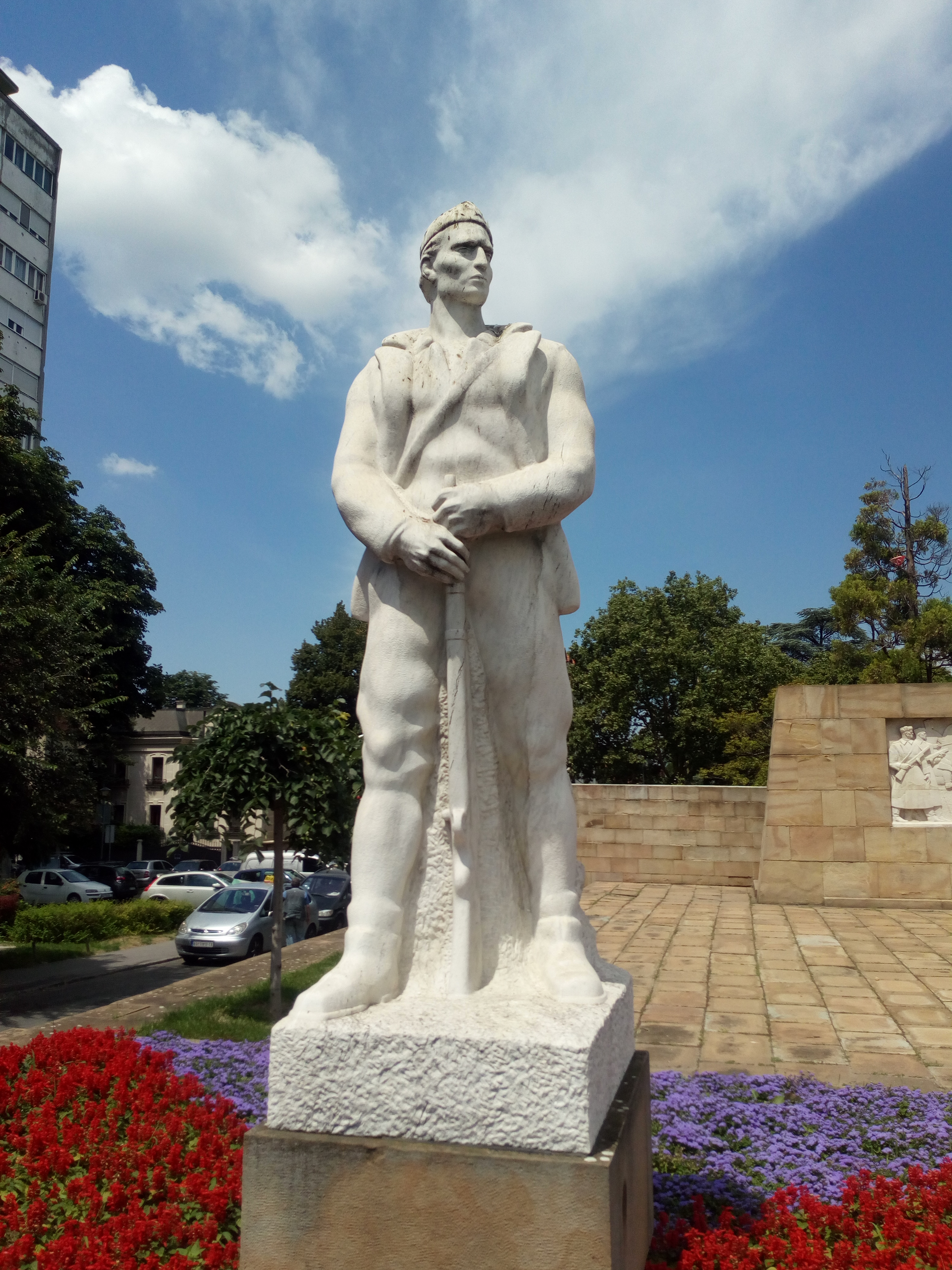
«Партизан на вечной страже», скульптор Радета Станкович
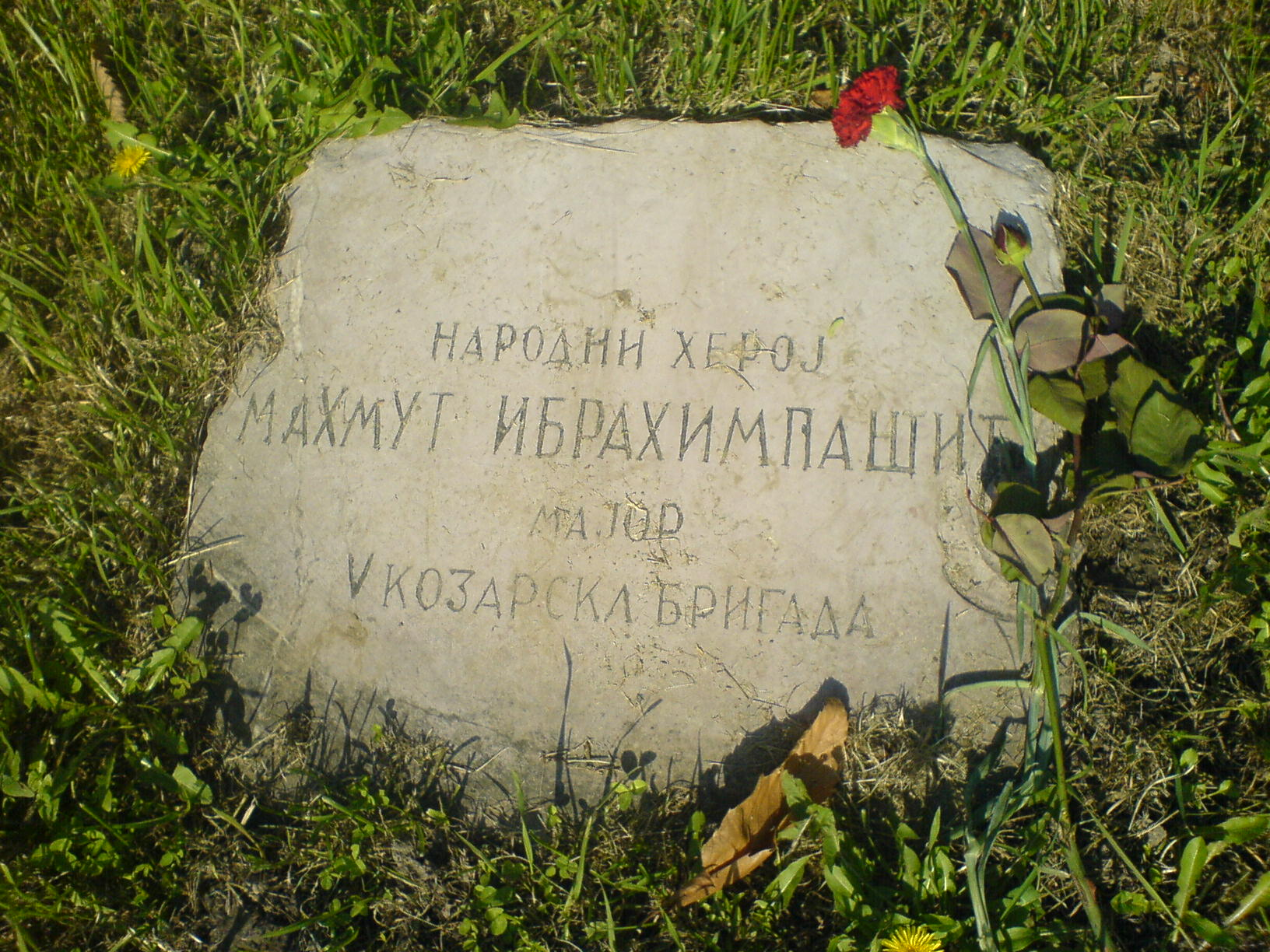
Могила Махмута Ибрагимпашича
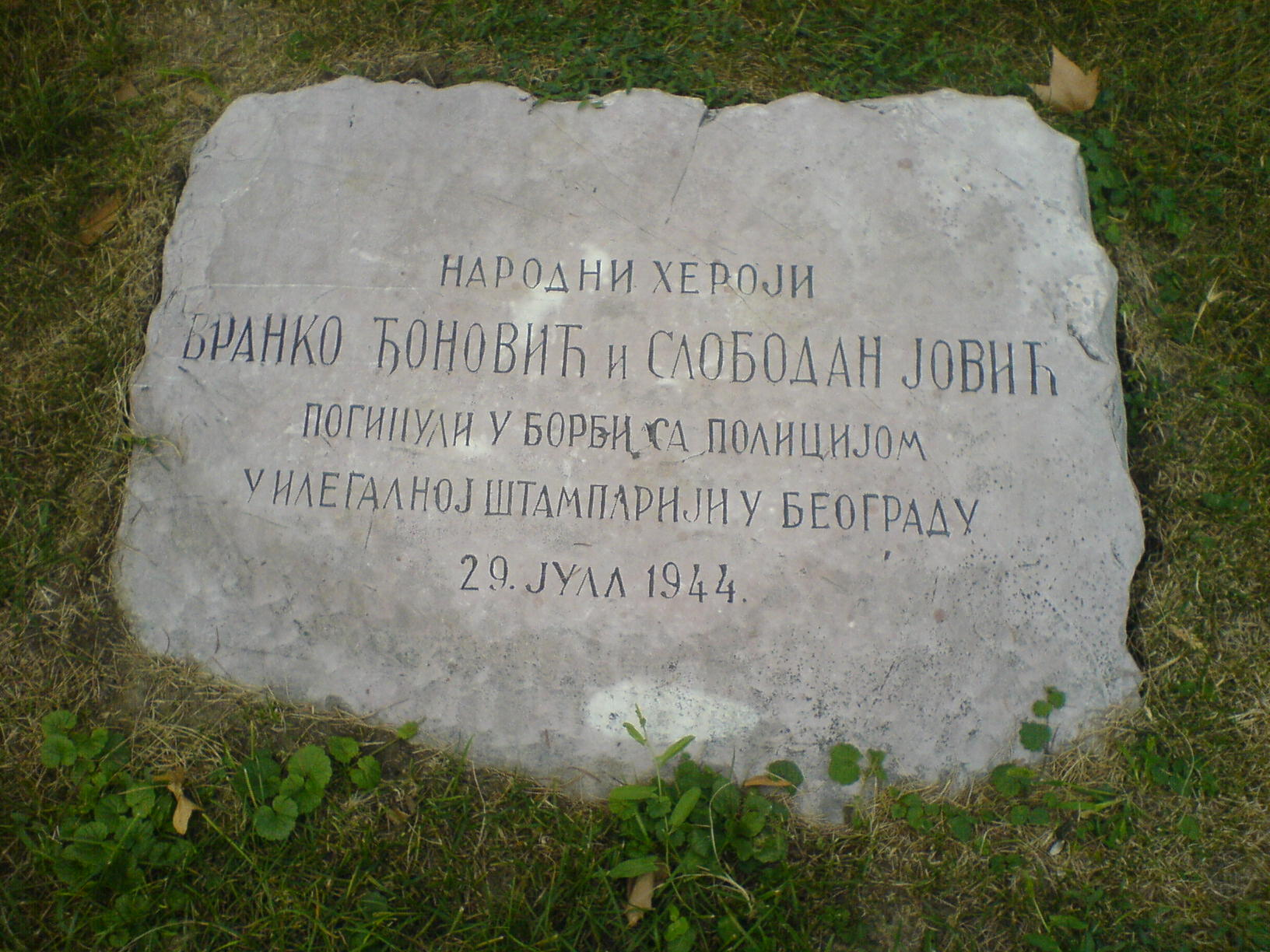
Могила Бранко Джёновича и Слободана Йовича
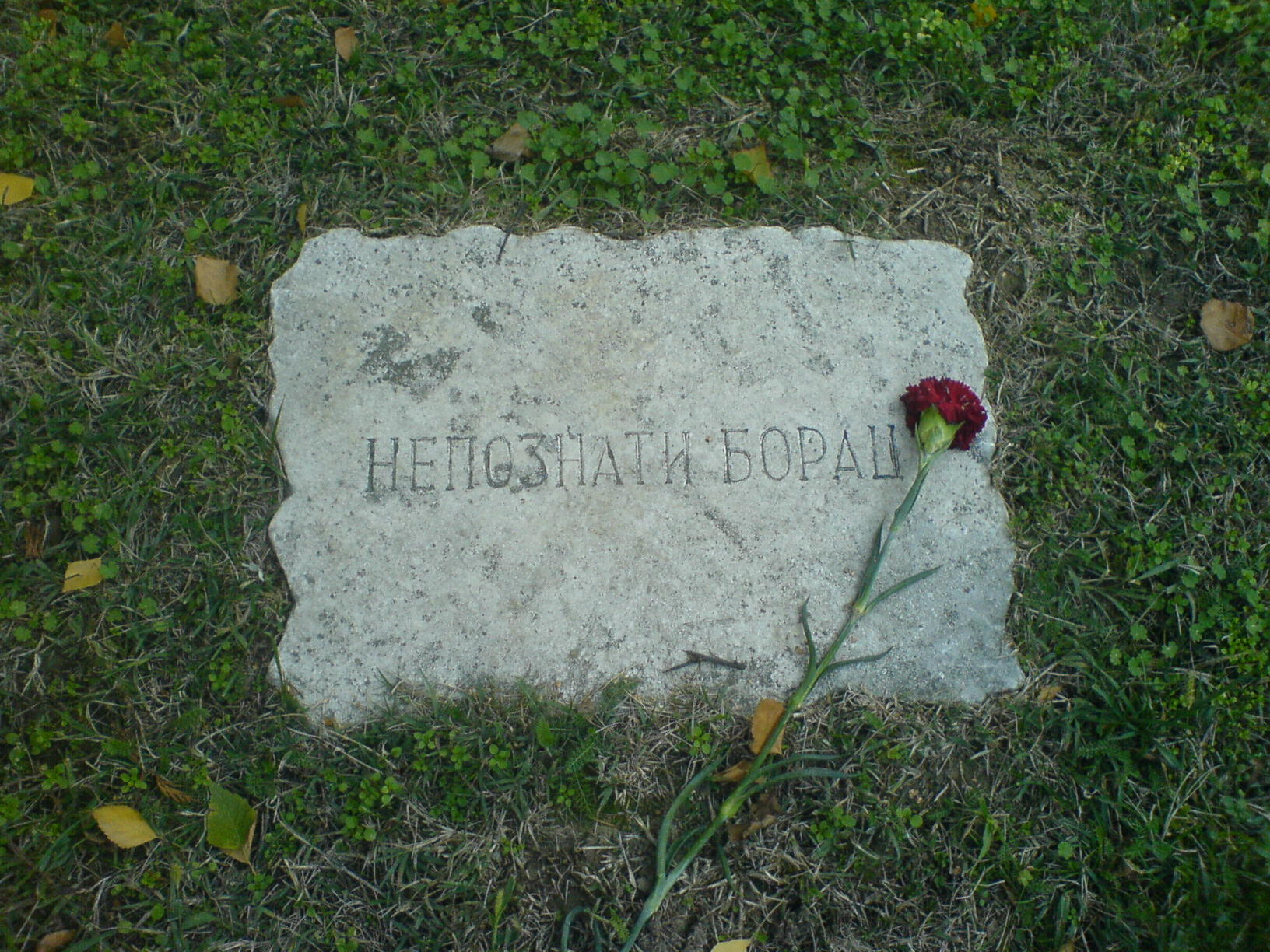
Могила неизвестного партизана
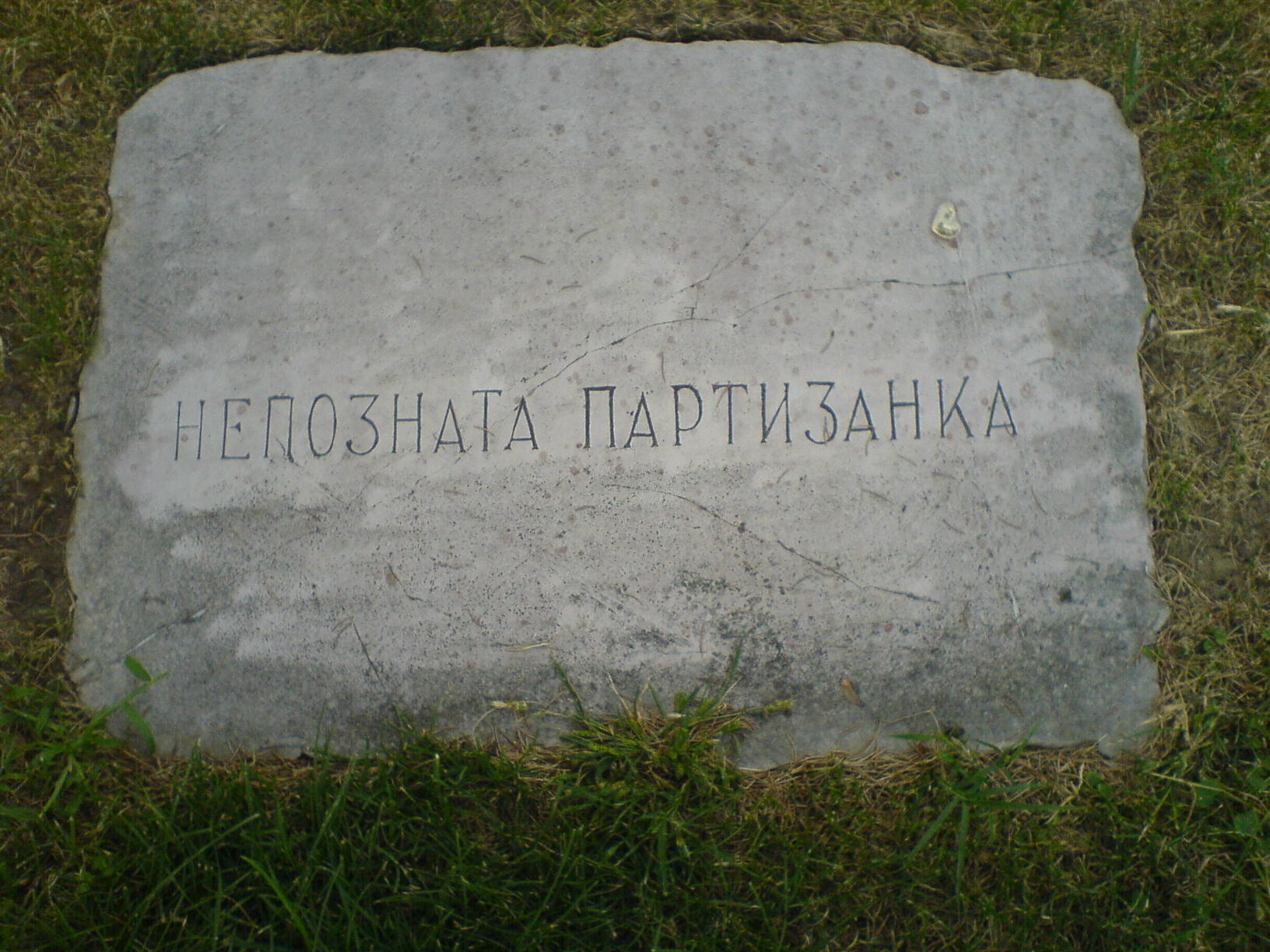
Могила неизвестной партизанки
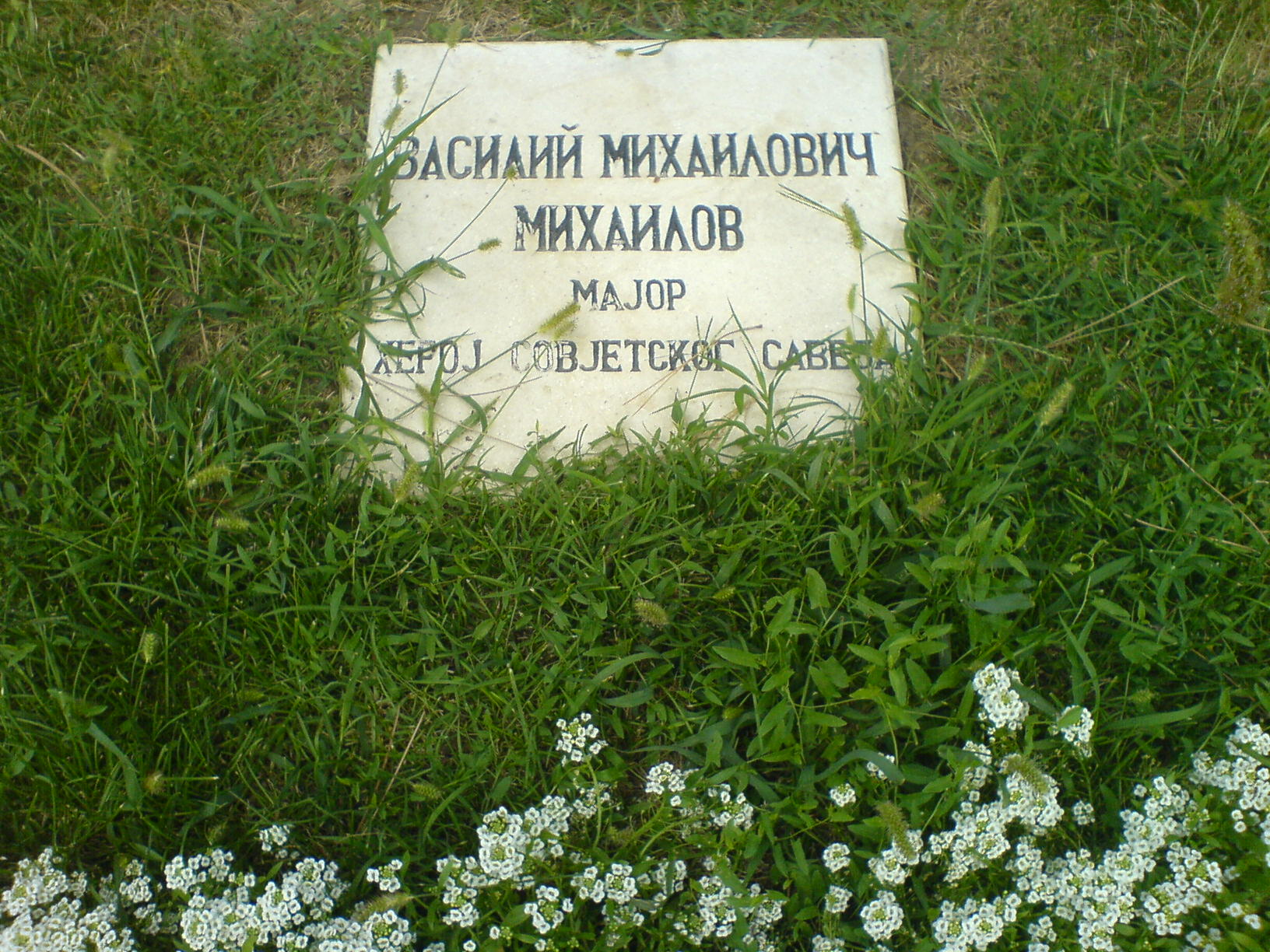
Могила В. М. Михайлова, Героя Советского Союза
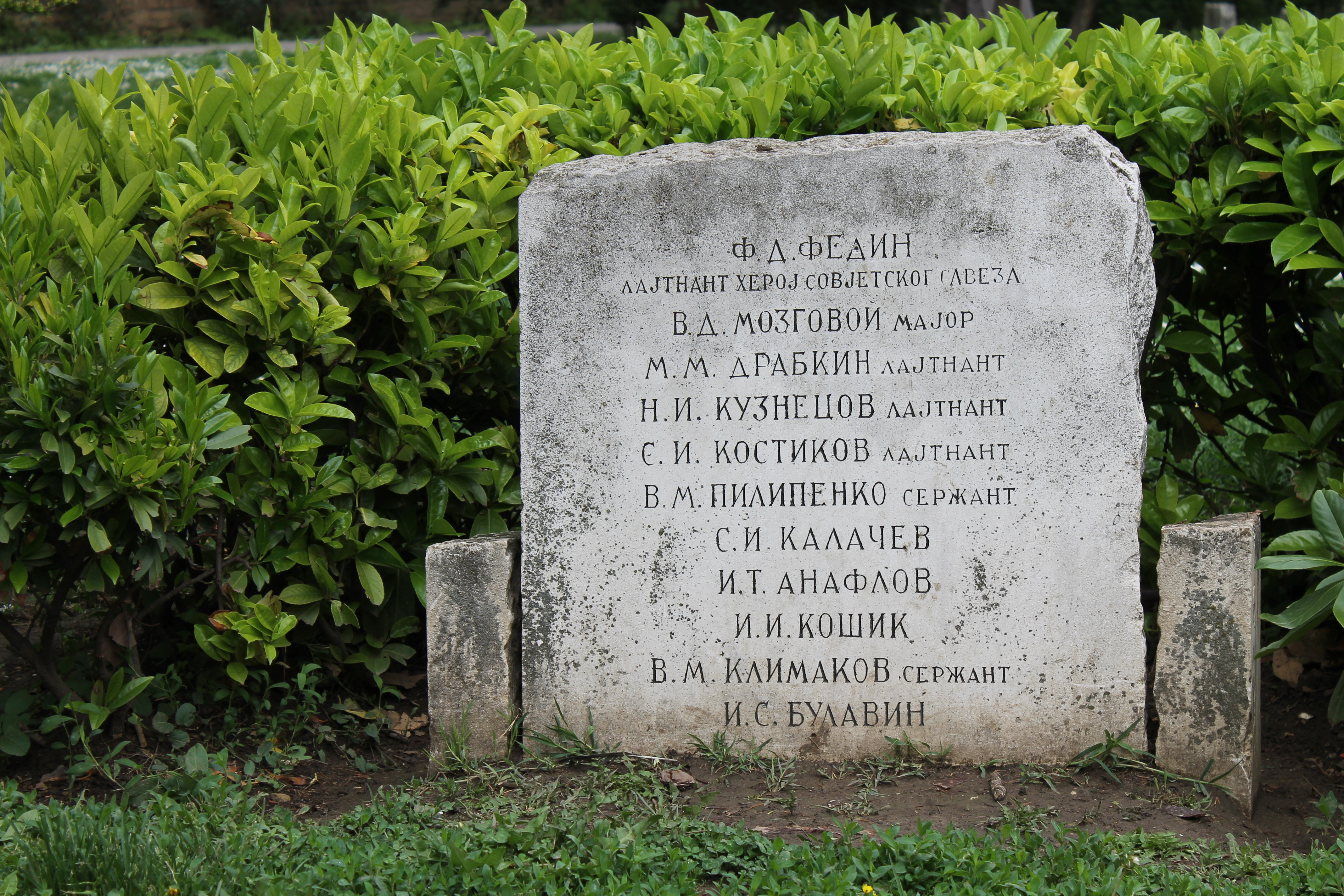
Могила Ф. Д. Федина, Героя Советского Союза
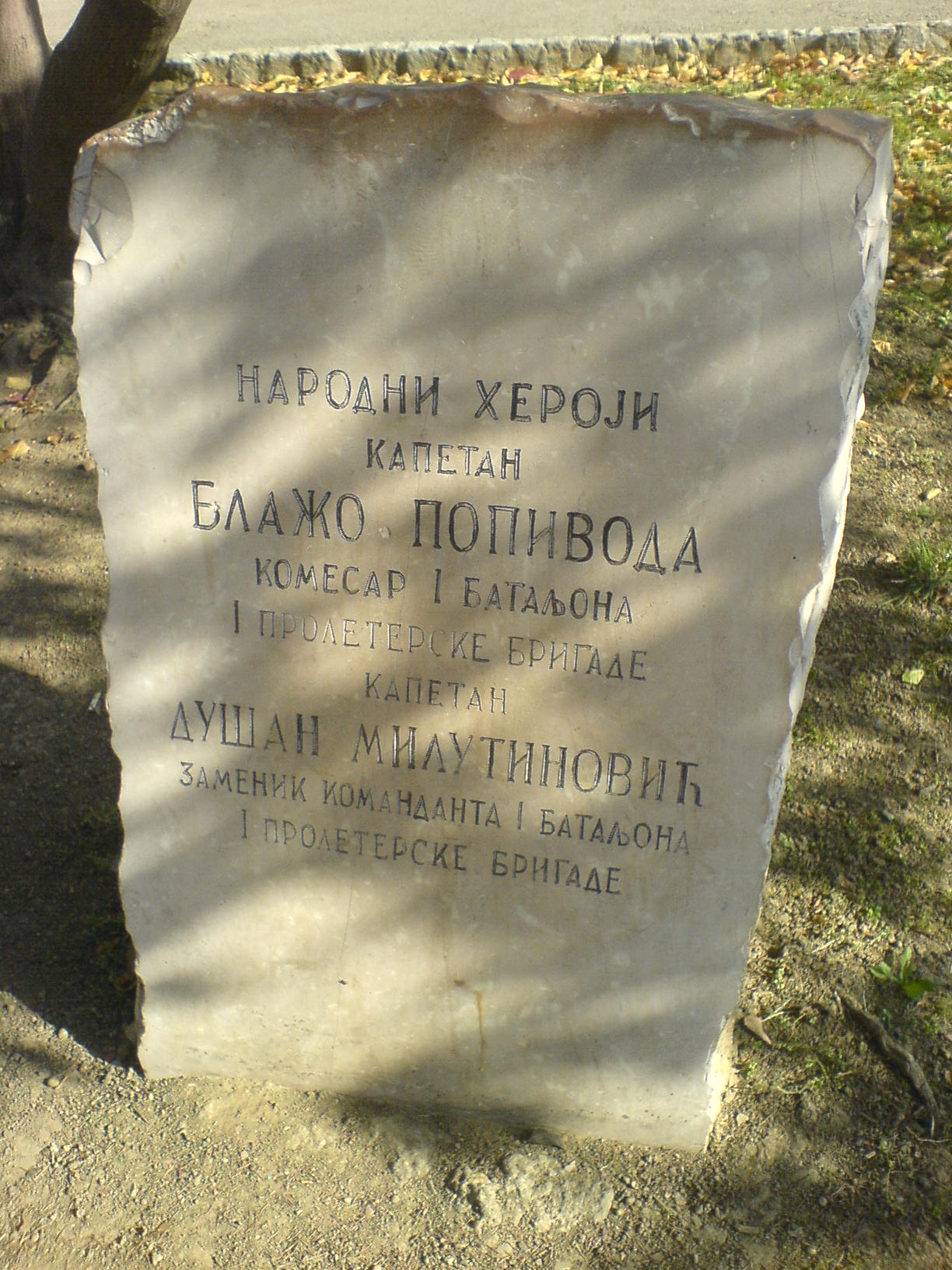
Могила Блажо Попиводы и Душана Милутиновича